# 宝骏
宝骏汽車，是通用汽车与上汽集团的合资企业上汽通用五菱旗下的一個中国汽车品牌。

## 历史
宝骏成立于2010年。
该品牌的第一款车型是宝骏630，這款車型於2010年11月开始生产，2011年底开始销售。 
2016年，寶駿的銷量达到688,390辆 ，2017年銷量达到996,629辆。
2025年3月26日，宝骏正式成为中央广播电视总台"智能出行合作伙伴"，这标志着其智能驾驶成果进入国家主流叙事体系。同年4月, 宝骏的首款「智慧超舒适旗舰家轿」宝骏享境在上海国际车展顺利举行发布上市。同时，宝骏全球品牌代言人青年演员龚俊还以全新身份出席该次发布会。

## 刹车助力失效事件
2024年12月31日，过百名宝骏悦也车主突然遇到刹车系统故障，车辆难以减速。部分车主不满意厂商解决方案，指责宝骏对问题避重就轻。宝骏汽车官方回应称部分车辆因软件BUG导致制动助力降级，刹车踏板变硬，将妥善处理。1月24日，上汽通用五菱宣布召回部分宝骏悦也汽车（共计1116辆），这些车辆的电子制动助力器（EBS）软件在闰年的最后一天会出现异常状态，导致EBS故障，制动助力失效。